# Kermesite
La kermesite è un minerale, solfuro di antimonio.
Deriva dal persiano kurmizq = cremisi (nella chimica antica era il rosso amorfo del solfuro di antimonio ottenuto con triossido di diantimonio).
Descritta nel 1843 da Albert Chapman (Mackay, Queensland nel 1912 - 20 luglio 1996), collezionista australiano di minerali.

## Abito cristallino

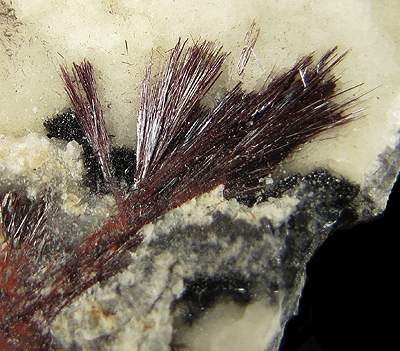
Cristalli aghiformi, raggiati di Kermesite

Cristalli aghiformi, fibrosi o radiali, o in patine o in aggregati raggiati.

## Origine e giacitura
La genesi è idrotermale o secondaria.
Il minerale si trova nella zona superficiale delle miniere di antimonio come minerale di risultante dalla parziale ossidazione dell'antimonite.

## Forma in cui si presenta in natura
Si presenta in cristalli, aggregati fibrosi e aciculari, patine, incrostazioni.

## Caratteri chimici
Al cannello, sul carbone si ricopre di Sb2O3; solubile in HNO3.
Il minerale è solubile in acqua regia.
Il peso molecolare è 323,63 grammomolecole.
Indice fermioni: 0,0015099577
Indice bosoni 0,9984900423
Indici di fotoelettricità:
- PE = 253,30 barn/elettroni
- ρ densità elettroni=1078,08 barn/cc.

GRapi: 0 (non radioattivo).

## Località di ritrovamento
- In Europa: a Braunsdorf presso Freiberg, in Sassonia (Germania);a Příbram (Repubblica Ceca); a Permek, in Slovacchia,[3] ove sono state trovate druse a cristalli raggiati lunghi fino a 15 cm;
  - In Italia: alcuni cristalli sono stati trovati all'inizio del XIX secolo sotto forma di patine terrose nella miniera di Stabiello presso Sondalo; a Vendrogno come alterazione della berthierite; in Val Cavargna; a Cetine nel Senese; ed anticamente anche in Sardegna, tra cui a Su Leonargiu e a Genna Flumini[3]
- Nelle Americhe: a South Ham nella contea Wolfe nel Québec e a Lake George, presso Fredericton nel Nuovo Brunswick (Canada); nella miniera di Nuevo Tepache nello stato del Sonora (Messico); degli aghetti rossi furono trovati nella miniera di antimonio di Mojave di California (Stati Uniti);[3]
- Resto del mondo: Djebel Hamimat (Algeria).